# Moses Simon
Moses Simon (* 12. Juli 1995 in Jos) ist ein nigerianischer Fußballspieler, der beim Paris FC in der französischen Ligue 1 spielt.

## Karriere
Am 7. Januar 2015 verpflichtete ihn der Jupiler-Pro-League-Club KAA Gent. Simon unterschrieb einen Vierjahresvertrag bis zum 30. Juni 2018. Im Sommer 2018 wechselte er nach Spanien zu UD Levante. 2019 folgte, zunächst auf Leihbasis, der Wechsel zum FC Nantes. Nach Ablauf der Leihe verpflichtete Nantes Simon fest.
Zur Saison 2025/26 wechselte Simon ligaintern zu Aufsteiger Paris FC und unterschrieb dort einen Vertrag bis Sommer 2028.

## Erfolge
- Slowakischer Meister: 2014/15 (FK AS Trenčín)
- Slowakischer Pokalsieger: 2014/15 (FK AS Trenčín)
- Belgischer Meister: 2014/15 (KAA Gent)
- Belgischer Supercupsieger: 2015/16 (KAA Gent)
- Französischer Pokalsieger: 2021/22 (FC Nantes)